# Ursula Drews
Ursula Drews (auch Michailow-Drews; * 11. August 1938 in Zwickau) ist eine deutsche Pädagogin und war Hochschullehrerin für Allgemeine Didaktik und Grundschulpädagogik an der Universität Potsdam.
Drews promovierte 1969 am Zentralinstitut für Pädagogik und habilitierte sich 1978 in Didaktik an der Akademie der Pädagogischen Wissenschaften der DDR, wo sie in der Arbeitsstelle für Unterstufenerziehung arbeitete. Im Sommer 1989 legte sie ein Konzept zur Verbindung von lehrgangsbezogenem Unterricht und Projektunterricht sowie zur Reform und Veränderung des Schullebens in der Unterstufe (1. bis. 4. Klasse) vor, das jedoch abgelehnt wurde. Von 1991 an war sie als Professorin am Institut für Grundschulpädagogik an der Universität Potsdam und am Pädagogischen Landesinstitut für Lehrerfortbildung in Brandenburg tätig. 2003 trat sie in den Ruhestand, publizierte aber weiter.
Die Persönlichkeitsentwicklung des Kindes ist für Drews die zentrale Aufgabe der Pädagogik. Erziehung darf nach ihrem Verständnis nicht bedeuten, dass uniformierte Durchschnittsindividuen herausgebildet werden. Für Drews rangiert das Kind als Individuum vor dem Kollektiv, was in der DDR eine schwierige Position war.

## Schriften
- (Hg.): Didaktische Prinzipien. Standpunkte, Diskussionsprobleme, Lösungsvorschläge, Berlin 1976
- mit Elisabeth Fuhrmann: Fragen und Antworten zur Gestaltung einer guten Unterrichtsstunde, Volk und Wissen, Berlin 1980 (russ. Übersetzung 1982)
- Zum dialektischen Charakter des Unterrichtsprozesses in der allgemeinbildenden Schule, Beiträge zur Pädagogik, Bd. 30, Berlin 1983
- mit Gerhard Schneider u. Wulf Wullrabenstein: Einführung in die Grundschulpädagogik, Beltz, Weinheim 2000, ISBN 978-3-407-25225-8
- Anfänge. Lust und Frust junger Lehrer. Cornelsen Verlag, Berlin 2002, ISBN 978-3-589-21634-5
- Zeit in Schule und Unterricht. Souverän im Umgang mit Zeit, Beltz 2008, ISBN 978-3-407-25457-3